# Hessigheim
Hessigheim es un municipio alemán perteneciente al distrito de Luisburgo de Baden-Wurtemberg.
A 31 de diciembre de 2015 tiene 2384 habitantes.
El asentamiento es probablemente de origen alamán, pero la primera referencia escrita clara de la localidad data del año 774, siendo mencionado en el Códice de Lorsch. En la Edad Media tuvo varios propietarios, entre ellos el margraviato de Baden y el electorado del Palatinado. En 1595 fue adquirido finalmente por Wurtemberg. Su historia ha estado marcada por la viticultura.
Se ubica a orillas del río Neckar, unos 10 km al norte de la capital distrital Luisburgo.